# Plethodontohyla ocellata
Plethodontohyla ocellata är en groddjursart som beskrevs av Noble och Parker 1926. Plethodontohyla ocellata ingår i släktet Plethodontohyla och familjen Microhylidae. IUCN kategoriserar arten globalt som livskraftig. Inga underarter finns listade i Catalogue of Life.